# Buffles du Borgou Football Club
Pour les articles homonymes, voir Buffle (homonymie).
Actualités
Le Buffles du Borgou Football Club est un club de football béninois basé à Parakou, au centre du pays.

## Histoire
Fondé à Parakou en 1976, le club joue en Ligue 1, le championnat de première division. Il compte à son palmarès cinqschampionnats et trois Coupes du Bénin. Il joue ses rencontres à domicile au Stade Municipal de Parakou.
Le club n'a jamais réussi à briller en compétitions internationales. Il compte une participation à la Ligue des champions de la CAF 2015 et deux participations en Coupe des Coupes (1980 et 1983). Il a également participé à quatre reprises à la Coupe de l'UFOA, avec pour meilleur résultat un quart de finale, atteint en 1987.

## Palmarès
- Championnat du Bénin (5) : 
  - Vainqueur en 1980, 1992, 2014, 2017 et 2019

- Coupe du Bénin (3) :
  - Vainqueur en 1979, 1982 et 2001
  - Finaliste en 2000

- Supercoupe du Bénin  :
  - Vainqueur en 2019
  - Finaliste en 2014

## Liens
- Ressources relatives au sport :   - Leballonrond
  - Mondefootball
  - Soccerway
  - Transfermarkt
- Page du club sur le site soccerway.com
- Championnat du Bénin de football
- Coupe du Bénin de football